# Lauwerpolder
De Lauwerpolder is een polder en een voormalig waterschap in de provincie Groningen.
Het schap lag ten noordoosten van de Noordpolder, tussen de Noorderdijk en de zeedijk. De polder had een molen, de Zeemeeuw, die direct uitsloeg op de Waddenzee, in het bijzonder op de Zuid-Oost-Lauwers, de priel die uitmondt in de buitendijkse Lauwers.
Waterstaatkundig gezien ligt het gebied sinds 1995 binnen dat van het waterschap Noorderzijlvest. De afwatering is nu naar het zuiden, via de Noordpooltocht (genoemd naar de boerderij met die naam) naar de Noordpolder.